# Salvatore Argento
Salvatore Argento (Roma, 8 de febrero de 1914-Íb., 19 de abril de 1987) fue un productor cinematográfico italiano.

## Biografía
Salvatore fue el padre de los cineastas Dario y Claudio Argento, así como el tío del periodista Vittorio Argento y abuelo de las actrices Asia y Fiore. Produjo todas las películas rodadas por su hijo Dario hasta 1982. Durante su carrera, también produjo películas de directores como Sergio Corbucci y Mauro Bolognini.
Falleció en su natal Roma el 19 de abril de 1987.

## Filmografía
- Se tutte le donne del mondo, de Henry Levin y Arduino Maiuri (1966)
- Arabella, de Mauro Bolognini (1967)
- Comandamenti per un gangster, de Alfio Caltabiano (1968)
- Probabilità zero, de Maurizio Lucidi (1969)
- El pájaro de las plumas de cristal, de Dario Argento (1970)
- El gato de las 9 colas, de Dario Argento (1971)
- Er più - Storia d'amore e di coltello, de Sergio Corbucci (1971)
- 4 mosche di velluto grigio, de Dario Argento (1971)
- Los cinco días, de Dario Argento (1973)
- Antoine et Sébastien, de Jean-Marie Périer (1974)
- Profondo rosso, de Dario Argento (1975)
- Carioca tigre, de Giuliano Carnimeo (1976)
- Suspiria, de Dario Argento (1977)
- Inferno, de Dario Argento (1980)
- Tenebrae, de Dario Argento (1982)